# Ulica Żytnia we Wrocławiu

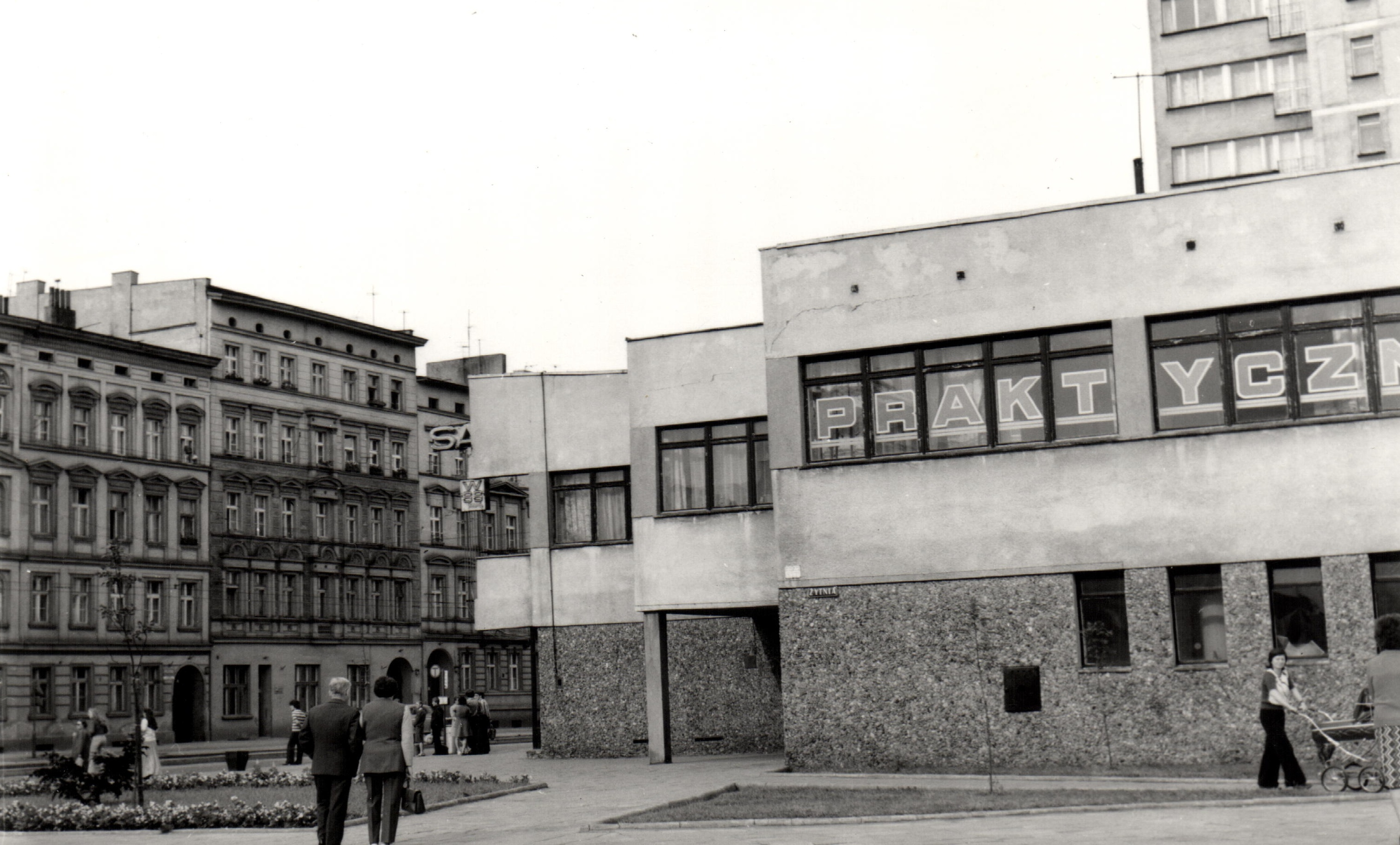
Pawilon na rogu Żytniej i Grabiszyńskiej, ok. roku 1972

Ulica Żytnia – ulica położona we Wrocławiu na osiedlu Przedmieście Świdnickie, w dawnej dzielnicy Stare Miasto, łącząca ulicę Grabiszyńską z ulicą Pszenną. Ulica ma 248 m długości.

## Historia
Ulica Żytnia położona jest na terenach należących niegdyś do dawnej wsi Gajowice. W XIX wieku granica miasta przebiegała wzdłuż polnej drogi, w śladzie której wytyczono w 1845 r. ówczesną Friedrichstrasse, która dziś podzielona jest na trzy ulice: Wojciecha Bogusławskiego, Kolejową i Nasypową. Już rok później, w 1846 r., zbudowano linię kolejową łączącą w poziomie terenu trzy wrocławskie dworce kolejowe, biegnącą na północ od dzisiejszej ulicy Żytniej. Budowa linii kolejowej w poziomie terenu spowodowała ograniczenia w rozwoju zabudowy i przeszkadzała w codziennej komunikacji.
Wzdłuż współczesnej ulicy Grabiszyńskiej biegła droga do wsi Grabiszyn, wzmiankowanej już w 1149 r.; wzmianki o samej drodze pochodzą z 1465 r. Na początku XIX wieku wzdłuż tej ulicy, od dzisiejszego placu Legionów (wówczas Sonnenplatz) do torów kolejowych, ciągnęły się ogrody warzywne. Zabudowa o charakterze miejskim rozpoczęła się na tym terenie po 1860 r., a w 1823 r. droga została uznana ulicą (Gräbschner Gasse). Stała się ona jedną z głównych arterii miasta.
Projekty wytyczenia ulic w tym rejonie powstawały już od 1873 r. W latach 1881–1882, jeszcze na polach wsi Gajowice, został przez właścicieli gruntów u zbiegu Pszennej i Jęczmiennej założony plac Rozjezdny (Luisenplatz), którego układ urbanistyczny zdeterminowany był przebiegiem linii kolejowej i starszych ulic. W latach 80. XIX wieku zbudowano w okolicy domy czynszowe w zabudowie pierzejowej. Również przy zachodnim krańcu w rejonie ulicy Grabiszyńskiej powstała zwarta zabudowa kamienicowa.
W latach 1900–1905 linię kolejową wyniesiono na estakadę kolejową, nasyp i wiadukty (estakada kolejowa we Wrocławiu), zbudowaną w latach 1900–1905 (1896–1901), przesuwając zachodni przebieg linii kolejowej nieco bardziej na południe, w ten sposób, że teren przy ulicy Żytniej znalazł się po północnej stronie nasypu i został on włączony do Przedmieścia Świdnickiego.
Znaczna część zabudowy w tym rejonie uległa zniszczeniu w wyniku działań wojennych prowadzonych podczas oblężenia Wrocławia w 1945 r. W latach 60. XX wieku przeprowadzono porządkowanie ulic bocznych Grabiszyńskiej, a w latach 1962–1967 zrealizowano nową zabudowę budynkami mieszkalnymi cztero- i ośmiopiętrowymi w obszarze od placu Rozjezdnego do Grabiszyńskiej. Zabudowa ta należała początkowo do Wrocławskiej Spółdzielni Mieszkaniowej, potem do Spółdzielni Mieszkaniowej „Cichy Kącik” w ramach Osiedla Staromiejskiego. Sama ulica Grabiszyńska na odcinku od placu Legionów do ulicy Zaporoskiej została na początku lat 70. XX w. znacznie poszerzona.

## Nazwy

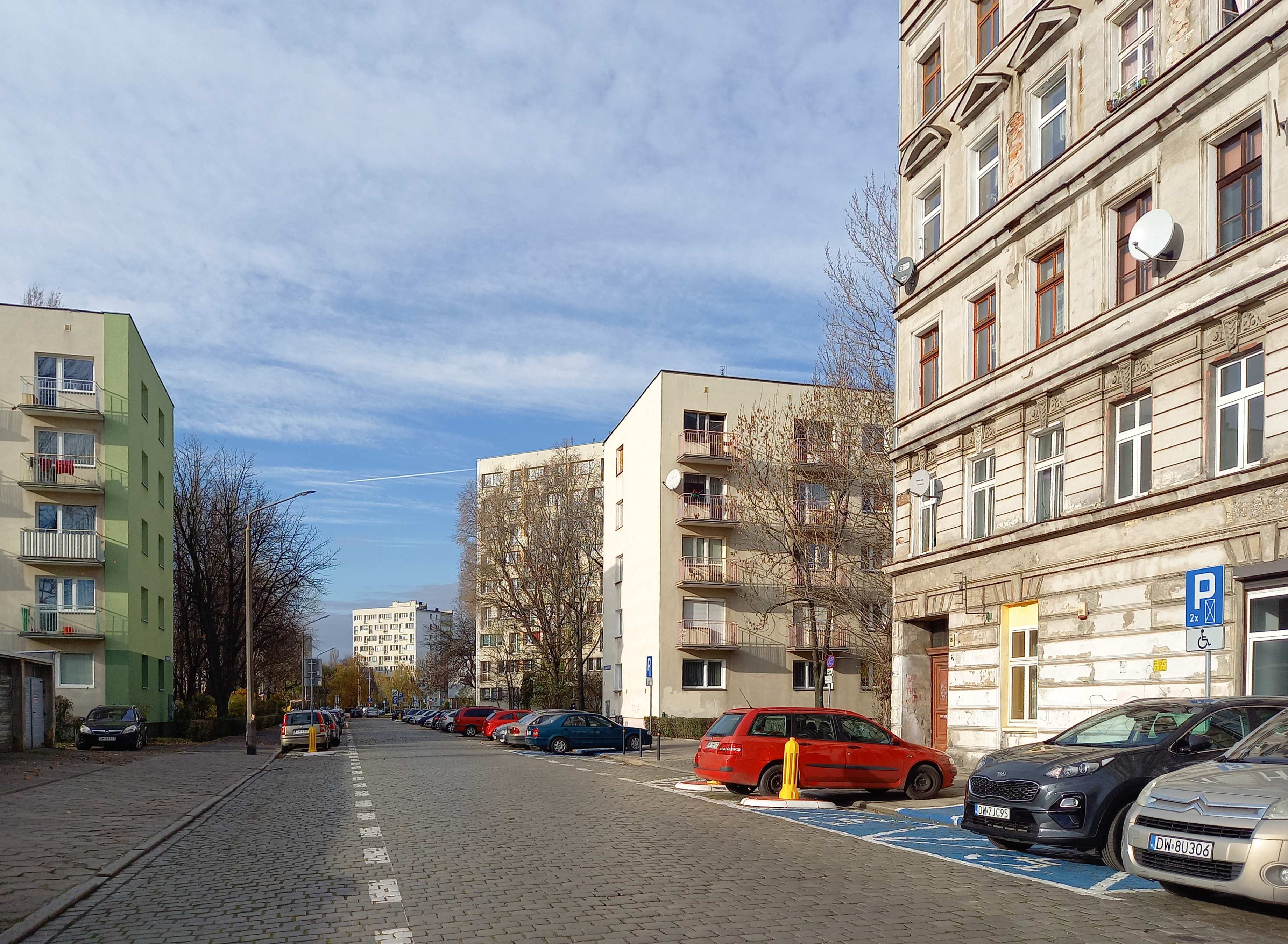
Ulica Żytnia

W swojej historii ulica nosiła następujące nazwy:
- Zietenstrasse – do 1946 r.[25]
- Żytnia – od 1946 r.[1][26]

Niemiecka nazwa ulicy upamiętniała Hansa Joachima von Zietena, pruskiego generała kawalerii w armii Fryderyka Wielkiego. Współczesna nazwa ulicy została nadana przez Zarząd Wrocławia i ogłoszona w okólniku nr 12 z 7 marca 1946. W okolicy oprócz ulicy Żytniej znajdują się trzy inne ulice o nazwach przyjętych od zbóż: Jęczmienna, Pszenna i – położona już za nasypem kolejowym – Owsiana.

## Układ drogowy
Początkowo ulica Żytnia miała dwukierunkowe połączenia z ulicami Zaporoską i Grabiszyńską. Na łączniku z Zaporoską znajdował się postój taksówek. Na początku lat 70. XX w. przebudowano skrzyżowanie ulic Grabiszyńskiej i Zaporoskiej – wykonano wtedy m.in. sygnalizację świetlną na skrzyżowaniu oraz przeniesiono przystanki tramwajowe, znajdujące się wtedy przed sklepem, między ulicami Żytnią i Jęczmienną, na dzisiejsze miejsce. Po roku 1983 zlikwidowano połączenie z ul. Zaporoską – pozostał jedynie łącznik z południową jezdnią ul. Grabiszyńskiej. Po kolejnej przebudowie – poszerzeniu ulicy Grabiszyńskiej w rejonie skrzyżowania do 3 pasów, korekcji przebiegu torów tramwajowych, co umożliwiło powiększenie wysepek przystankowych – łącznik zostaje przekształcony w jednokierunkowy wylot. W tym czasie też zlikwidowano postój taksówek przy pawilonie na rogu Żytniej i Grabiszyńskiej. Podobny los, lecz dopiero w latach 10. XXI w., spotkał zlokalizowane tam budki telefoniczne.
Do ulicy Żytniej przypisana jest droga gminna nr 105094D (numer ewidencyjny drogi G1050940264011) o długości 248 m, łącząca ulicę Grabiszyńską z ulicą Pszenną.
W kwietniu 2021 obszar ulicy został włączony do Strefy Płatnego Parkowania.
Ulica łączy się z następującymi drogami publicznymi, kołowymi, oraz innymi drogami:
| rodzaj       | droga              | inne                 | foto |
| ------------ | ------------------ | -------------------- | ---- |
| skrzyżowanie | ulica Grabiszyńska | torowisko tramwajowe |      |
| kontynuacja  | ulica Pszenna      | zmiana kierunku      |      |

Ulica położona jest na działce ewidencyjnej o polu powierzchni wynoszącym 3356 m².
Droga gminna przypisana do ulicy ma nawierzchnię wykonaną z granitowej kostki brukowej. Jest ona w całości objęta strefą ograniczenia prędkości 30 km/h. W ramach wymienionej strefy ruchu uspokojonego przeznaczona jest także dla ruchu rowerowego i łączy się ze ścieżką rowerową zbudowaną wzdłuż ulicy Grabiszyńskiej.

## Zabudowa i zagospodarowanie
Zabudowa wokół ulicy Żytniej obejmuje budynki mieszkalne o pięciu (ulica Zaporoska 2–8 i ulica Żytnia 9–15 oraz 10–16) i dziewięciu (ulica Grabiszyńska 52 i 54) kondygnacjach nadziemnych oraz pawilon handlowo-usługowy (ulica Grabiszyńska 56), w którym mieści się sklep oraz Klub Firlej. W końcowym odcinku ulicy po stronie północno-wschodniej zachowała się ciągła zabudowa pierzejowa, na którą składają się pięciokondygnacyjne kamienice (ulica Żytnia 18–26) i budynek plombowy (ulica Żytnia 28). Zabudowa ta kontynuowana jest wzdłuż ulicy Pszennej.
Przy południowo-wschodnim końcu ulicy natomiast, za połączeniem z ulicą Pszenną (widać tu resztki jezdni, która kiedyś prowadziła do ul. Zaporoskiej) znajduje się nasyp z trzema torami kolejowymi  , które wchodzą w skład linii kolejowych 271 i 273 . Zlokalizowana jest tu bramka z trzema świetlnymi semaforami odstępowymi.
Na trójkątnym obszarze pomiędzy garażem, blokiem Żytnia 9–15 i nasypem znajdowało się boisko, lecz decyzją mieszkańców i Spółdzielni Mieszkaniowej „Cichy Kącik” miejsce to jest przekształcane w „teren rekreacyjny” – prace rozpoczęły się jesienią 2021 r.
Ulica przebiega przez teren o wysokości bezwzględnej od 119,4 do 120,0 m n.p.m. Zabudowa przy ulicy objęta jest rejonem statystycznym numer 933420, przy czym podane dane pochodzą z 31 grudnia 2019. W rejonie tym przy zameldowanych 718 osobach gęstość zaludnienia wynosi 12 346 os./km². Jedynie budynki przy ulicy Żytniej 26 i 28 przypisane są do rejonu statystycznego numer 933460, w którym zameldowanych jest 764 osób, a gęstość zaludnienia wynosi 19 818 os./km².

## Ochrona i zabytki
Przy ulicy i w najbliższym sąsiedztwie znajdują się następujące zabytki i inne obiekty historyczne (wszystkie położone w pierzei północnej ulicy):
| obiekt, położenie          | powstanie                | ochrona               | fotografia |
| -------------------------- | ------------------------ | --------------------- | ---------- |
| Kamienica ulica Żytnia 18  | około 1890–1900, XX wiek | rodzaj ochrony – inny |            |
| Kamienica ulica Żytnia 20  | około 1890–1900, XX wiek | rodzaj ochrony – inny |            |
| Kamienica ulica Żytnia 22  | około 1890–1900, XX wiek | rodzaj ochrony – inny |            |
| Kamienica ulica Żytnia 24  | około 1890–1900, XX wiek | rodzaj ochrony – inny |            |
| Kamienica ulica Żytnia 26  | około 1890–1900, XX wiek | rodzaj ochrony – inny |            |
| Kamienica ulica Pszenna 12 | około 1880 r., XX wiek   | rodzaj ochrony – inny |            |

## Baza TERYT

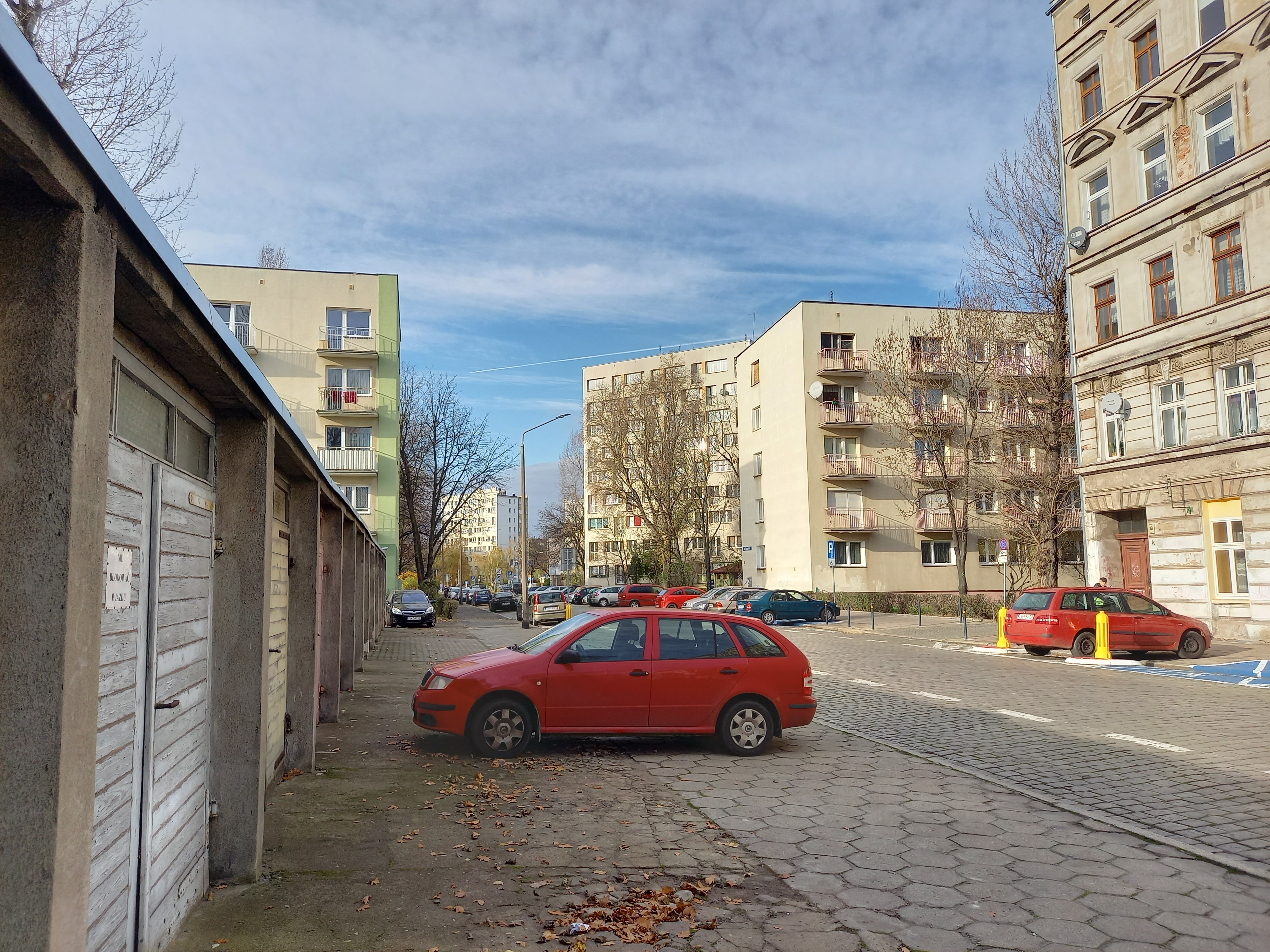
Ul. Żytnia, widok w kierunku ul. Grabiszyńskiej i Zdrowej

Dane Głównego Urzędu Statystycznego z bazy TERYT, spis ulic (ULIC):
- województwo: DOLNOŚLĄSKIE (02)
- powiat: Wrocław (0264)
- gmina/dzielnica/delegatura: Wrocław (0264011) gmina miejska
- miejscowość podstawowa: Wrocław (0986283) miasto, Wrocław-Stare Miasto (0986946) delegatura
- gmina/dzielnica/delegatura: Wrocław-Stare Miasto (0264059) delegatura
- kategoria/rodzaj: ulica
- nazwa ulicy: ul. Żytnia (26635).